# Ombudsmen Act 1975
Der Ombudsmen Act 1975 ist ein Gesetz in Neuseeland, das die Benennung und Aufgaben von Ombudsleute (Bürgerbeauftragte) regelt. Das Gesetz zählt mit zu den verfassungsgebenden Gesetzen des Landes.

## Gliederung des Gesetzes
Das Gesetz gliedert sich in folgende Abschnitte:
- Ombudsmen – (Ombudsleute, oder auch Bürgerbeauftragte)
- Functions of Ombudsmen – (Aufgaben der Ombudsleute)
- Miscellaneous provisions – (Verschiedene Bestimmungen)[2]

## Regelung des Gesetzes
Jeder Ombudsmann wird für einen Zeitraum von 5 Jahren gewählt und darf nicht älter als 72 Jahre sein. Der Chief Ombudsman entscheidet selbstständig und unabhängig über sein Personal.
Entsprechend dem Ombudsmen Act 1975 können Ombudsmänner/frauen Angelegenheiten von Abteilung oder Organisation zentrale oder lokale Regierungen unabhängig untersuchen. Sie dürfen nicht Entscheidungsprozesse von Minister untersuchen, wohl aber Empfehlungen von öffentlichen Dienststellen an Minister auf die sich Minister bei ihren Entscheidungen stützen. Jeder Bedienstete einer öffentlichen Einrichtung kann vorgeladen werden und muss ggf. unter Eid zu einer Sache aussagen. Empfehlungen des Ombudsmannes an Minister oder Regierung müssen nicht in Minister- oder Regierungshandeln umgesetzt werden.